# Gerd Mielke

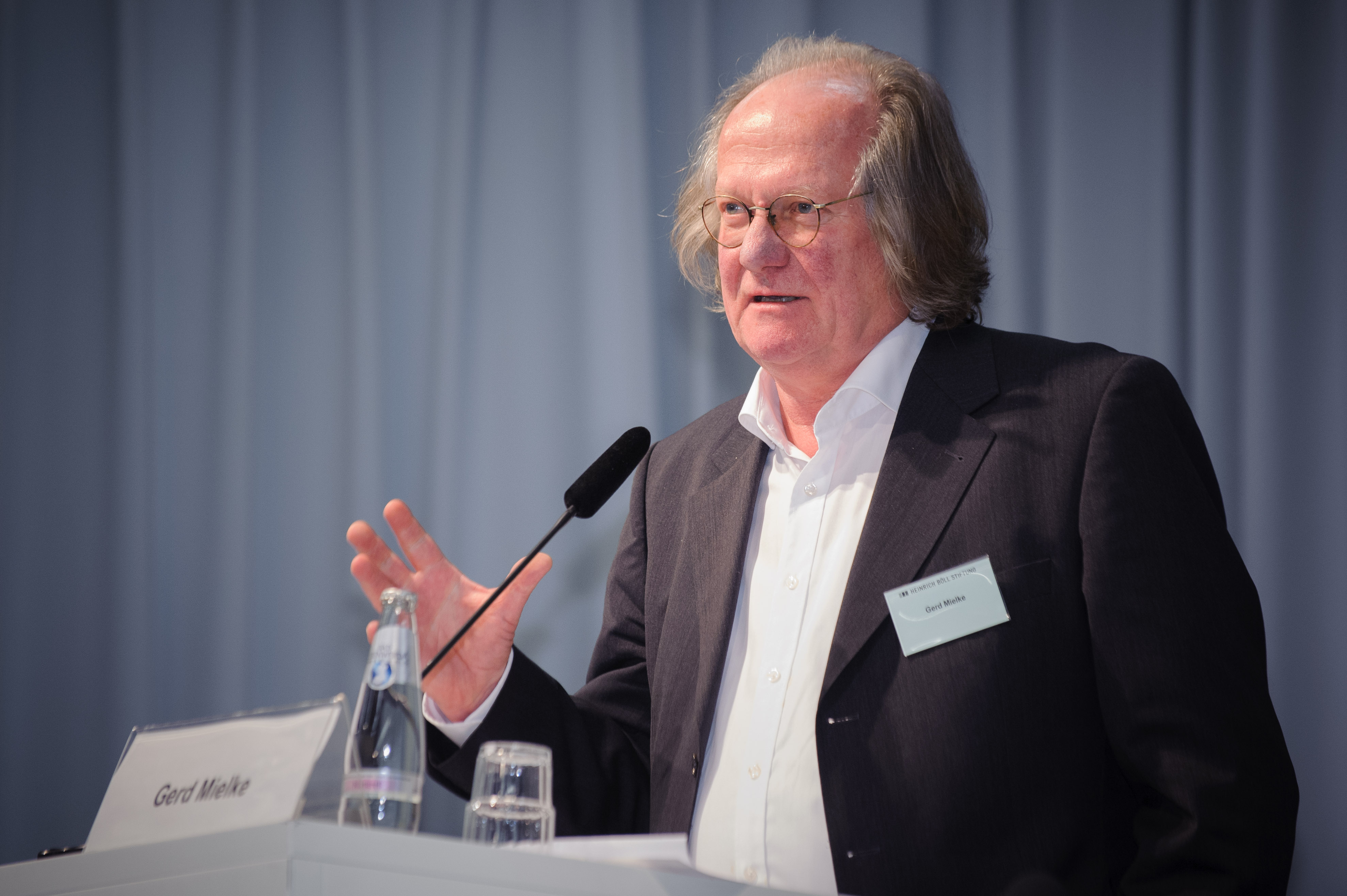
Gerd Mielke, 2013

Gerd Mielke (* 22. Dezember 1947 in Schleswig) ist ein deutscher Politikwissenschaftler, Honorarprofessor für Landespolitik
am Institut für Politikwissenschaft der Universität Mainz und ehemaliger Mitarbeiter der Staatskanzlei Rheinland-Pfalz.

## Leben
Gerd Mielke studierte von 1969 bis 1974 Geschichte, Politikwissenschaft und Anglistik an der Universität Freiburg. Danach war er Doktorand bei Dieter Oberndörfer. 1984 wurde er promoviert und war dann Wissenschaftlicher Mitarbeiter und Akademischer Rat am Seminar für wissenschaftliche Politik der Universität Freiburg, seit 1980 ist er Mitglied der „Arbeitsgruppe Wahlen Freiburg“. Von 1992 bis 2004 war er unter den Ministerpräsidenten Rudolf Scharping und Kurt Beck Mitarbeiter in der Staatskanzlei des Landes Rheinland-Pfalz in Mainz, u. a. Leiter der Abteilung „Grundsatzfragen und Regierungsplanung“ und Leiter der Stabsstelle Grundsatzfragen. Von 2004 bis 2015 war er Leiter der Stabsstelle Beziehungen der Hochschulen zum Ausland am Ministerium für Bildung, Wissenschaft, Weiterbildung und Kultur des Landes Rheinland-Pfalz. 2004 wurde er Honorarprofessor am Institut für Politikwissenschaft der Universität Mainz. 2008 wurde er Fellow der NRW School of Governance an der Universität Duisburg-Essen. Seit 2019 ist er Erster Vorsitzender des Trägervereins des Studienhaus Wiesneck für Politische Bildung in Buchenbach bei Freiburg.

## Forschung
Gerd Mielke beschäftigt sich vorrangig mit der Erforschung von landespolitischen Fragen. Diese Spezialisierung steht in engem Zusammenhang mit seiner langjährigen Tätigkeit in der rheinland-pfälzischen Staatskanzlei. Daneben forscht und lehrt er auf den Gebieten der Wahlsoziologie, der Parteienforschung und dem Forschungsfeld zur Entwicklung von Regierungszentralen. In seinen Publikationen verfolgt er vorwiegend einen makrosoziologischen und historischen Forschungsansatz und stellt sich damit – bei allen Annäherungen an das Modell einer empirisch-analytischen Sozialwissenschaft – in die Traditionen der von Arnold Bergstraesser und Dieter Oberndörfer begründeten und verfeinerten Freiburger Schule einer fachübergreifenden und synoptischen Politikwissenschaft.

## Veröffentlichungen (Auswahl)
- mit Fedor Ruhose: Anmerkungen zur Halbzeitbilanz der Ampelkoalition. In: TUP Theorie und Praxis der Sozialen Arbeit. 74. Jg., Heft 4/2023, S. 274–282.
- mit Fedor Ruhose: Wahlen. Parteien. Krisen. Wird Regieren im prekären Umfeld zur Normalität? In: TUP Theorie und Praxis der Sozialen Arbeit. 73. Jg., Heft 2/2022, S. 114–126.
- mit Fedor Ruhose: Nach der Bundestagswahl 2021: Die Perspektiven der SPD. In: spw – Zeitschrift für sozialistische Politik und Wirtschaft, Heft 246, 5/2021, S. 21–26.
- Die Grünen als neuer Pol im deutschen Parteiensystem? Anmerkungen zum Aufstieg der Grünen. In: Forschungsjournal Soziale Bewegungen, 3/2021, „Vor der Bundestagswahl 2021. Auf dem Weg zu einer critical election?“, 34. Jg., S. 462–478.
- "It’s not dark yet, but it’s getting there". Auf dem Weg zu einer "critical election". In: Forschungsjournal Soziale Bewegungen, 3/2021, "Vor der Bundestagswahl 2021. Auf dem Weg zu einer critical election?", 34. Jg., S. 389–403.
- mit Fedor Ruhose: Zwischen Selbstaufgabe und Selbstfindung. Wo steht die SPD? Bonn 2021.
- Vorentscheidungen auf der Startrampe? Die Landtagswahlen vor der Bundestagswahl 2021. In: TUP Theorie und Praxis der Sozialen Arbeit. 72. Jg., Heft 1/2021, S. 17–31.
- mit Ulrich Eith: Politische Soziologie: Zur Bedeutung und Methodik empirischer Sozialforschung am Beispiel der Wahlforschung. In: Hans-Joachim Lauth, Christian Wagner (Hrsg.): Politikwissenschaft: Eine Einführung. 10. aktualisierte Einführung. Leiden, Boston MA, Singapore, Paderborn 2020, S. 304–331.
- mit Fedor Ruhose: Kontinuitäten und Umbrüche: Die Parteien im Schatten von Corona. In: TUP Theorie und Praxis der Sozialen Arbeit. 71. Jg., Heft 3/2020, S. 184–191.
- Die repräsentative Demokratie und ihre Herausforderungen. Anmerkungen und Interpretationsversuche. In: Forschungsjournal Soziale Bewegungen, Sonderheft Zukunft der Demokratie, 31. Jg., 1–2 / 2018, S. 22–31.
- Schwerstarbeit am Abgrund – die SPD und ihre Erneuerung nach der Bundestagswahl 2017. In: spw – Zeitschrift für sozialistische Politik und Wirtschaft. Heft 225, 2/2018, S. 50–56.
- Eine neue Etappe des deutschen Parteiensystems? Annäherungen an die Bundestagswahl 2017. In: TUP Theorie und Praxis der Sozialen Arbeit. 68. Jg., Heft 4/2017, S. 244–253.
- Mit Ulrich Eith: Auf dem (Rück-) Weg zur „Demokratiewissenschaft“? Anmerkungen zur Parteien- und Wahlforschung. In: Carsten Koschmieder (Hrsg.): Parteien, Parteiensysteme und politische Orientierungen. Aktuelle Beiträge der Parteienforschung. Wiesbaden 2017, S. 11–26.
- mit Ulrich Eith: Gesellschaftlicher Strukturwandel und soziale Verankerung der Parteien.. In: Elmar Wiesendahl (Hrsg.): Parteien und soziale Ungleichheit. Wiesbaden 2017, S. 39–61.
- Cleavage-Strukturen und ihre Kultivierung: Regionale politische Kultur in Baden-Württemberg und Rheinland-Pfalz. In: Nikolaus Werz, Martin Koschkar (Hrsg.): Regionale politische Kultur in Deutschland. Fallbeispiele und vergleichende Analyse. Wiesbaden 2016, S. 165–188.
- „Thick description“ als Forschungstrategie. Theoretische und methodische Probleme bei der Analyse von Informalität in Staatskanzleien. In: Stephan Bröchler, Timo Grunden (Hrsg.): Informelle Politik. Konzepte, Akteure und Prozesse. Wiesbaden 2014, S. 177–204.
- Politik im neuen Rahmen? Anmerkungen zur gegenwärtigen Lage der SPD. In: spw – Zeitschrift für sozialistische Politik und Wirtschaft. Heft 205, 6/2014, S. 20–27.
- Parteiensysteme, gesellschaftliche Konflikte und komplexe Wählermärkte. Zur Repräsentations- und Integrationsfähigkeit politischer Parteien. In: Karl-Rudolf Korte, Timo Grunden (Hrsg.): Handbuch Regierungsforschung. Wiesbaden 2013, S. 175–186.
- mit Ulrich Eith: Volksentscheide versus Parteiendemokratie? Das Lehrstück Stuttgart 21. In: Uwe Wagschal, Ulrich Eith, Michael Wehner (Hrsg.): Der historische Machtwechsel: Grün-Rot in Baden-Württemberg. Baden-Baden 2013, S. 155–165.
- Landtag, Ministerpräsident und Landesregierung: das Regierungssystem Baden-Württembergs. In: Siegfried Frech, Reinhold Weber, Hans-Georg Wehling (Hrsg.): Handbuch Landespolitik. Stuttgart 2011, S. 34–64.
- mit Ulrich Sarcinelli, Jürgen W. Falter, Bodo Benzner (Hrsg.) Politik in Rheinland-Pfalz. Gesellschaft, Staat und Demokratie. Wiesbaden 2010.
- Mitgliederparteien im Sog der Amerikanisierung. In: Uwe Jun, Oskar Niedermayer, Elmar Wiesendahl (Hrsg.): Zukunft der Mitgliederpartei. Opladen / Farmington Hills 2009, S. 53–69.
- Endspurt mit schweren Beinen. Zur innerparteilichen Lage der SPD. In: Matthias Machnig, Joachim Raschke (Hrsg.): Wohin steuert Deutschland? Bundestagswahl 2009. Ein Blick hinter die Kulissen. Hoffmann und Campe Verlag Hamburg 2009, S. 229–242.
- Lange Linien und jäher Kurswechsel. Die Landtagswahl in Rheinland-Pfalz vom 26. März 2006. In: Josel Schmid, Udo Zolleis (Hrsg.): Wahlkampf im Südwesten. Parteien, Kampagnen und Landtagswahlen 2006 in Baden-Württemberg und Rheinland-Pfalz. LIT Verlag Berlin 2007, S. 239–267.
- I’ll get by with a little help from my friends. Zum Verhältnis von Parteien und bürgerschaftlichem Engagement. In: Daniel Dettling (Hrsg.): Parteien in der Bürgergesellschaft. Wiesbaden 2005.
- Adieu les enfants – Die SPD auf dem Weg ins Ungewisse. In: Berliner Republik. 3/2003.
- mit Ulrich Eith (Hrsg.): Gesellschaftliche Konflikte und Parteiensysteme. Länder- und Regionalstudien. Wiesbaden 2001.
- mit Ulrich Sarcinelli, Jürgen W. Falter, Bodo Benzner (Hrsg.): Politische Kultur in Rheinland-Pfalz. Mainz 2000.
- mit Ulrich Eith, unter Mitarbeit von Rainer Tressel und Felix M. Bender: Honoratioren oder Parteisoldaten? Eine Untersuchung der Gemeinderatskandidaten bei der Kommunalwahl 1989 in Freiburg. Mobilität und Normenwandel, Band 11, herausgegeben von Rüdiger Voigt, Universitätsverlag Dr. N. Brockmeyer, Bochum 1994.
- Des Kirchturms langer Schatten. Konfessionell-religiöse Bestimmungsfaktoren des Wahlverhaltens. In: Wahlverhalten. Herausgegeben von der Landeszentrale für politische Bildung Baden-Württemberg, Kohlhammer Taschenbücher, Band 1093. Kohlhammer Verlag, Stuttgart, Berlin, Köln 1991, S. 139–165.
- Sozialer Wandel und politische Dominanz in Baden-Württemberg. Eine politikwissenschaftlich-statistische Analyse des Zusammenhangs von Sozialstruktur und Wahlverhalten in einer ländlichen Region. Duncker u. Humblot, Berlin 1987, ISBN 3-428-06204-3 (Dissertation).